# 烏帽子島 (福岡県)
烏帽子島（えぼしじま）は唐津湾の沖合、福岡県糸島市に所属する無人島。面積約1ヘクタール、海抜約42メートル。周囲は約800メートルで、切り立った崖になっている。糸島半島と壱岐島のほぼ中間点、小呂島と呼子港のほぼ中間点にある孤島。
カンムリウミスズメの貴重な繁殖地として福岡県鳥獣保護区特別保護地域に指定されているが、釣り人の上陸に伴いドブネズミが侵入することが危惧されている。

## 烏帽子島灯台
烏帽子島灯台（えぼししまとうだい）は、イギリス人のリチャード・ヘンリー・ブラントンの設計により、1873年に建設が開始された。波の荒い玄界灘に立つ断崖絶壁の島での灯台建設は困難を極めたが、1875年8月1日点灯した。翌1876年灯台職員を乗せた舟が転覆し、9人が遭難する悲劇も起きたが、その後100年の間、灯台職員が交代で滞在し管理を続けた。
1976年4月1日、管理体制が滞在管理から巡回管理に変わった。2013年現在は唐津海上保安部航行援助センターが管理している。
晴れて見渡しの良い日には、鏡山や唐津城の展望台からも灯台の影が見える。

## 位置情報
- 北緯33度41分23秒 東経129度58分57秒 / 北緯33.68972度 東経129.98250度
- 烏帽子島［南東］ - 地理院地図
- 福岡県糸島市 - Google マップ